# ۲۱ فروردین
۲۱ فروردین بیست و یکمین روز سال در گاه‌شماری خورشیدی است. به پایان سال ۳۴۴ روز (۳۴۵ روز در سال کبیسه) باقی‌است.

## مناسبت‌ها
- روز فرهنگی کرج[۱]

## رویدادها
- ۱۳۴۹ - نخستین قهرمانی باشگاه فوتبال تاج (استقلال تهران کنونی) در جام باشگاه‌های آسیا ۱۹۷۰
- ۱۳۵۱ - زمین‌لرزه ۱۳۵۱ قیر و کارزین
- ۱۳۵۸ - بنیان‌گذاری بنیاد مسکن انقلاب اسلامی[۲]
- ۱۴۰۰ - حادثه ۱۴۰۰ نطنز

## زادروزها
- ۱۳۱۴ - نورالدین رضوی سروستانی، خواننده
- ۱۳۲۱ - هایده، خواننده
- ۱۳۲۱ - احمد میرعلائی، مترجم
- ۱۳۳۹ - جعفر دهقان، بازیگر

## درگذشت‌ها
- ۱۳۴۴ - رضا شمس‌آبادی، از اعضای گارد جاویدان
- ۱۳۵۸ - ناصر مقدم، چهارمین رئیس ساواک
- ۱۳۷۸ - علی صیاد شیرازی، سرهنگ ارتش جمهوری اسلامی ایران
- ۱۳۸۹ - کیومرث ملک‌مطیعی، بازیگر
- ۱۳۹۷ - بزرگ لشگری، موسیقی‌دان